# USS Waller (DD-466)
USS Waller (DD-466) – amerykański niszczyciel typu Fletcher, służący w United States Navy w czasie II wojny światowej.
Okręt swoją nazwą upamiętniał generała porucznika Littletona Wallera (1856–1926) z Korpusu Piechoty Morskiej Stanów Zjednoczonych.
Stępkę okrętu położono 12 lutego 1942 w stoczni Federal Shipbuilding and Dry Dock Company w Kearny w stanie New Jersey. Zwodowano go 15 sierpnia 1942; matką chrzestną okrętu była pani Littleton W. T. Waller, wdowa po generale. Okręt oddano do służby 1 października 1942 r., z komandorem podporucznikiem Lawrence’em H. Frostem jako dowódcą.